# Leptostromella graminicola
Leptostromella graminicola är en svampart som först beskrevs av De Not., och fick sitt nu gällande namn av Grove 1937. Leptostromella graminicola ingår i släktet Leptostromella, divisionen sporsäcksvampar och riket svampar.   Inga underarter finns listade i Catalogue of Life.